# Wembley. London. 17th February 2024
Wembley. London. 17th February 2024 (intitolato anche Live at Wembley) è l'undicesimo album dal vivo del gruppo musicale britannico Enter Shikari, pubblicato l'11 luglio 2025 dalla SO Recordings e dall'Ambush Reality.

## Descrizione
L'album, la cui pubblicazione è stata annunciata dal gruppo il 20 maggio 2025 sia in formato digitale che in doppio LP, immortala l'esibizione da headliner degli Enter Shikari al Wembley Stadium di Londra il 17 febbraio 2024.
Oltre che con le varie riprese tradizionali, il concerto è stato registrato anche con l'utilizzo di un drone. Durante lo spettacolo vengono utilizzati numerosi effetti speciali e scenici, e appaiono come ospiti Jason Aalon Butler dei Fever 333 nel brano Losing My Grip e Sam Ryder in Satellites.
Il frontman Rou Reynolds ha dichiarato:

## Tracce
1. System / Meltdown – 5:26
2. Live Outside – 4:05
3. Giant Pacific Octopus – 3:04
4. Anaesthetist (Reso Remix Outro) – 5:07
5. Torn Apart – 6:00
6. Jailbreak – 4:41
7. Bloodshot – 3:49
8. Sssnakepit – 3:55
9. Goldfish / The Jester – 6:19
10. Losing My Grip (feat. Jason Aalon Butler) – 4:45
11. The Pressure's On – 2:54
12. Juggernauts – 2:31
13. Gap in the Fence – 4:20
14. The Sights – 3:28
15. Enter Shikari/Mothership/Solidarity – 10:32
16. It Hurts – 4:28
17. Satellites (feat. Sam Ryder) – 4:21
18. The Dreamer's Hotel – 3:37
19. Sorry, You're Not a Winner – 6:10
20. A Kiss for the Whole World x – 4:57

## Formazione
- Rou Reynolds – voce, chitarra ritmica, tromba, tastiera, campionatore
- Rory Clewlow – chitarra solista, tastiera, voce secondaria
- Chris Batten – basso, tastiera, percussioni elettroniche, voce secondaria
- Rob Rolfe – batteria, percussioni elettroniche, cori